# Antonio Mije
Antonio Mije García (Sevilla, 24 de septiembre de 1905-París, 1 de septiembre de 1976) fue un político español de ideología comunista. Durante la Guerra civil ocupó importantes puestos políticos, llegando a formar parte de la Junta de Defensa de Madrid. Tras el final de la contienda hubo de marchar al exilio, residiendo en Francia, México y Checoslovaquia.

## Biografía

### Carrera política
Nació en Sevilla el 24 de septiembre de 1905, en el seno de una familia trabajadora. Panadero de profesión, Mije militó inicialmente en el sindicalismo anarquista —era dirigente del Sindicato Único de Alimentación—, pero ingresó, junto con el grupo dirigente de la CNT sevillana, en el PCE en 1926, constituyendo el núcleo comunista en la ciudad andaluza (y permitiendo así al PCE expandirse desde su núcleo vizcaíno). A la caída de Bullejos en el IV Congreso del PCE (1932), promovida por la Unión Soviética, y su sustitución al frente del PCE por parte de José Díaz —procedente, como Mije, de Sevilla— Mije se hizo cargo de la responsabilidad sindical del Partido.
Quedó encargado de la creación de la central sindical comunista Confederación General del Trabajo Unitaria (CGTU), cuyo comité provisional presidió hasta la convocatoria del congreso de constitución celebrado en 1934, en el que fue elegido secretario general. Mije constituyó junto José Díaz, Saturnino Barneto o Manuel Delicado el núcleo duro de comunistas sevillanos que destacaron en el seno del PCE durante la década de 1930. Llegó a ser figura destacada del Buró político del PCE. Durante muchos años fue director de Mundo Obrero, órgano del PCE, contando con la colaboración de Vicente Uribe. En las elecciones de 1936 fue elegido diputado por la circunscripción de Sevilla en las listas del Frente Popular. 

### Guerra civil
Al estallar la guerra se encontraba en Madrid y, tras la huida del gobierno de la capital, fue elegido consejero —más tarde delegado— de Guerra en la Junta de Defensa de Madrid, puesto que desempeñó hasta diciembre de 1936. Durante la batalla de Madrid estuvo al frente del Quinto Regimiento. Posteriormente formó parte del comisariado político del Ejército republicano, como jefe del subcomisariado de organización. Desde su cargo en el comisariado presionó insistentemente al presidente del gobierno, Francisco Largo Caballero, en favor de la militarización de las milicias. En este sentido, cuando el 28 de septiembre Toledo fue conquistada por las fuerzas del Ejército de África, Mije señaló a Largo Caballero que aquel sería el destino de Madrid si no se emprendían trabajos de fortificación en la capital. Llegó a proponer la constitución de un Ministerio de la Guerra conjunto del que Largo Caballero e Indalecio Prieto serían responsables, aunque el jefe del gobierno rechazó tajantemente esta idea. Mije también destacó durante la contienda por su labor como jefe de propaganda del PCE, junto a Jesús Hernández. A comienzos de 1939, con la caída de Cataluña, asistió a la última reunión de las Cortes republicanas en Figueras y huyó al exilio en Francia junto a otros cuadros del partido. A diferencia de algunos líderes comunistas, Mije decidió permanecer en Francia y no regresar a la zona central.

### Exilio y vida posterior
Permaneció en Francia hasta finales de 1939, cuando se trasladó a México; permaneció en el país americano hasta 1946, cuando se trasladó a de nuevo Francia —a París— y finalmente, en 1950, a Praga. En las luchas internas del PCE, en un primer lugar se alineó con Vicente Uribe y Dolores Ibárruri en contra de Jesús Hernández. Llegó a formar parte del Comité Central del PCE. Cuando Uribe cae en desgracia en el Pleno del Buró Político del PCE que se celebró en Bucarest en abril y mayo de 1956, tras un pacto entre Carrillo y Pasionaria, Mije abandona a Uribe, permaneciendo en la dirección del PCE hasta su muerte. Falleció en París en 1976.
Su cuerpo fue traslado a Sevilla y enterrado en el cementerio civil, ante una asistencia de 3000 militantes comunistas.